# Sevenich (Titz)
Sevenich is een plaats in de Duitse gemeente Titz, deelstaat Noordrijn-Westfalen, en telt 30 inwoners (2006).